# Centrale nucléaire d'Ōma
Le projet de centrale nucléaire d'Ōma est implanté à Ōma dans la préfecture d'Aomori sur la côte à l’extrême nord de Honshu, l'île principale du Japon.
Le projet est trop proche de la maison d'une vieille dame qui refuse de se séparer de son terrain, ce qui contraint le constructeur à déplacer de 250 mètres l’emplacement d’un futur réacteur. Après sa mort en 2006, sa fille et sa petite-fille ont conservé cette propriété afin de perpétuer son combat contre ce projet de centrale.
En mars 2011, à la suite de la catastrophe de Fukushima, le chantier de construction de la centrale nucléaire est suspendu. 
La construction est relancée en octobre 2012 par l’entreprise Electric Power Development (J-Power), avec le feu vert du gouvernement Noda.